# Antonio de Luna García
Antonio de Luna García (Granada, 30 de abril de 1901-Madrid, 8 de mayo de 1967) fue un jurista, profesor y diplomático español, catedrático en varias universidades y embajador de España en Colombia y en Austria en la década de 1960.

## Biografía

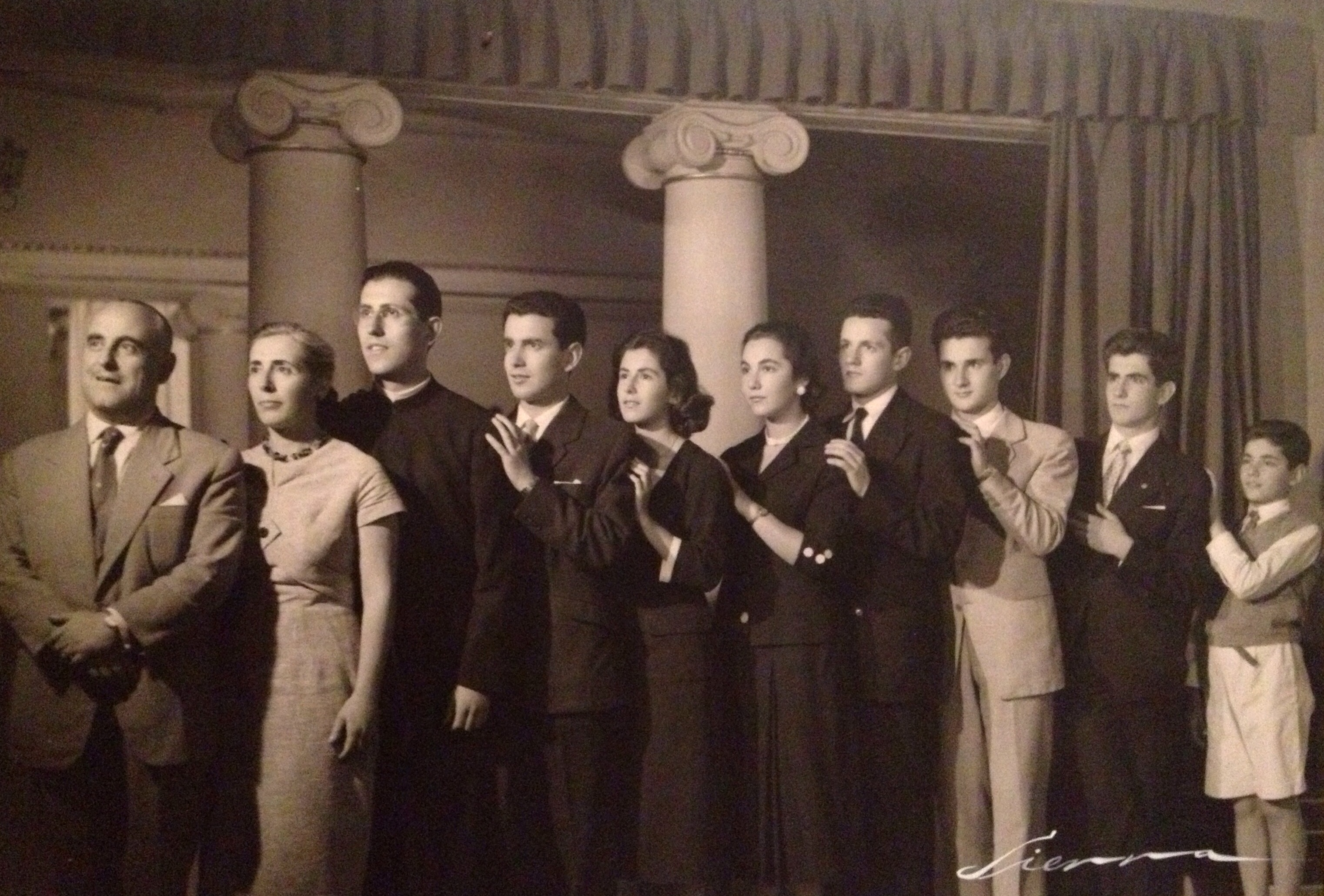
Familia de Antonio de Luna

Nació en Granada el 30 de abril de 1901 en el Pasaje de Robles Pozo, aunque por ascendencia era de Antequera (Málaga), ciudad que visitó durante toda su vida. Era el mayor de cuatro hermanos, hijo de José de Luna y Pérez (antequerano, abogado, político liberal, diputado a Cortes por Antequera y subsecretario de Fomento en el reinado de Alfonso XIII), del cual fue secretario, y de Carmen García Berdoy, también antequerana.
Lector infatigable, políglota, gran conversador y muy aficionado a las tertulias, sobre todo en presencia de su gran amigo Federico García Lorca.
Sus primeros estudios los realizó en Granada donde estudió derecho en el colegio de Sacro Monte (1917-1922), obteniendo la licenciatura en Derecho por la Universidad de Granada, siendo compañero de Federico García Lorca al que le unió una gran amistad lo mismo que con su hermano Francisco, con quienes organizaron excursiones y tertulias con Manuel de Falla, José Segura, Rafael Aguado y Alfonso García Valdecasas, compañeros también de carrera y el primero futuro cuñado. Más tarde, a través de Federico García Lora, se unió a su círculo de amistad Salvador Dalí.

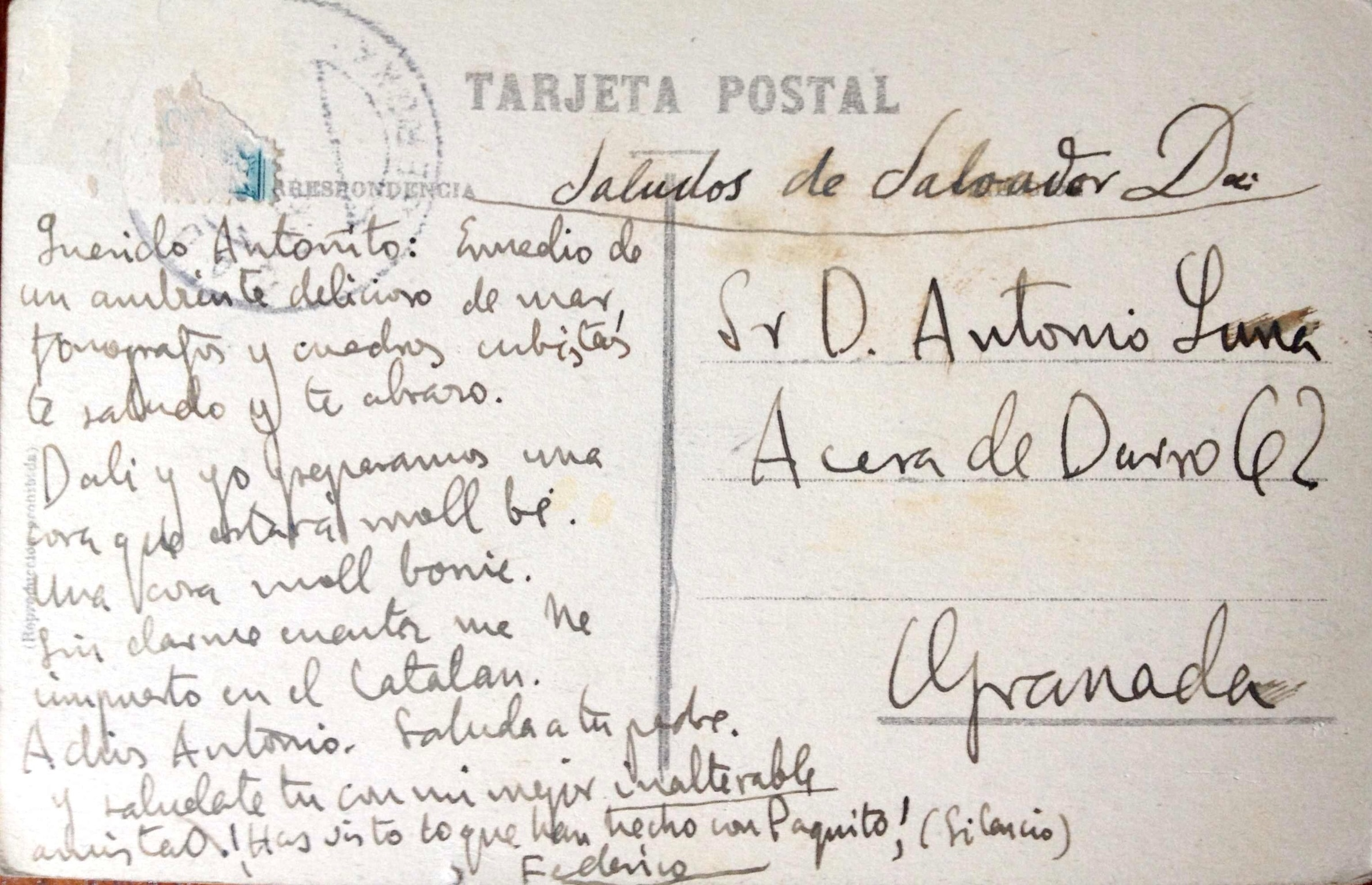
Postal de Federico, Salvador Dali a Antonio de Luna

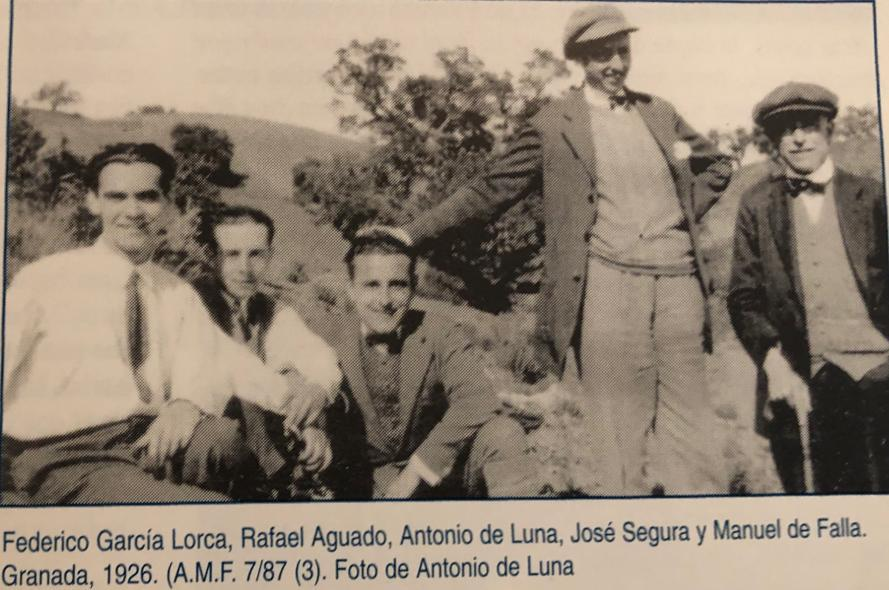
Excursiones realizadas en Granada por Federico García Lorca y amigos.

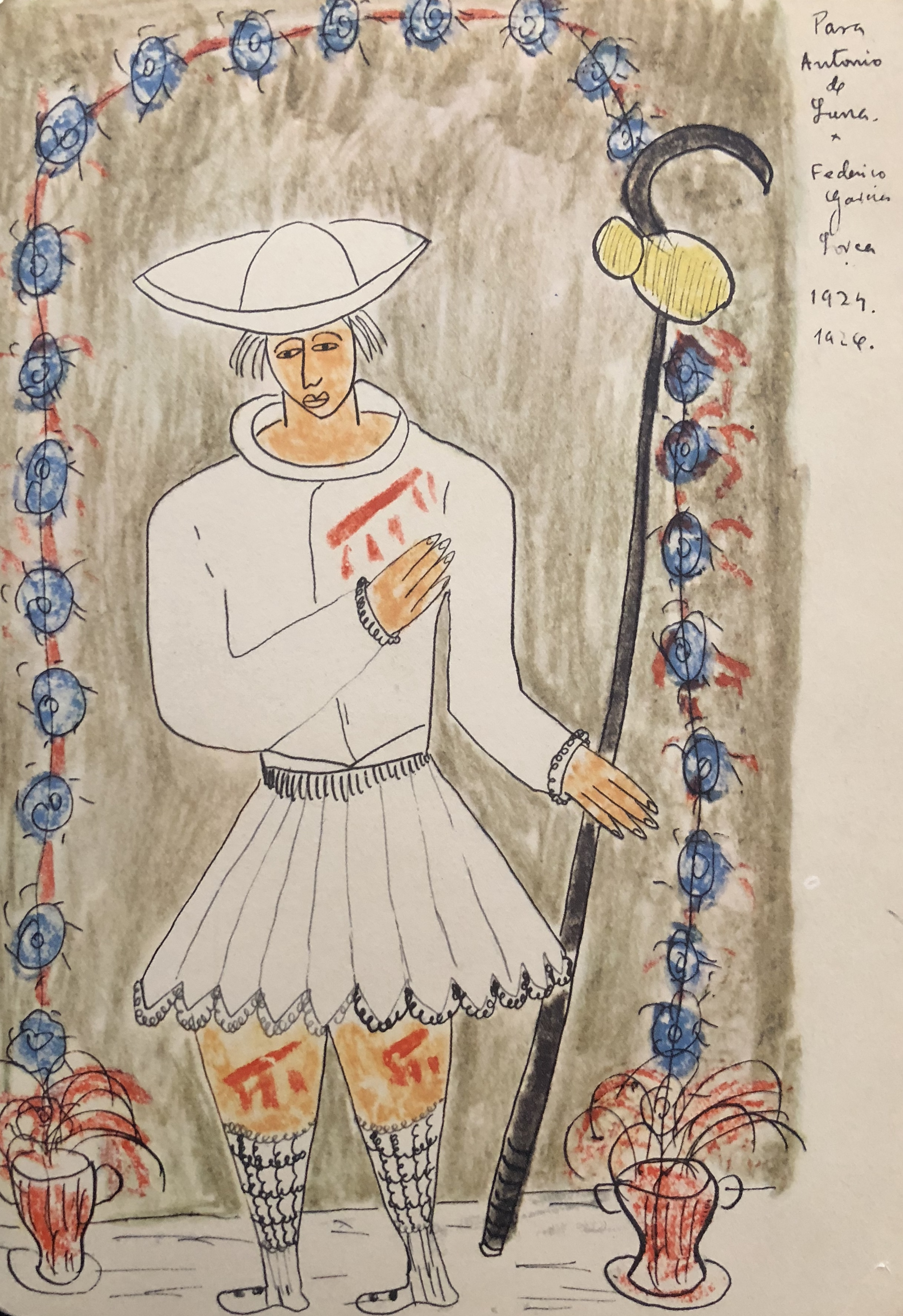
Regalo de su gran amigo Federico García Lorca a Antonio de Luna y Señora, acompañado de un poema en 1926 Granada.

Realizó su doctorado en la Universidad Central en Madrid (1922-1923) y marchó al Real Colegio de España en Bolonia, Italia (1923-1925), en cuya universidad obtuvo el grado de doctor en Derecho en 1925 con la presentación de la tesis La consuetudine come fonte del diritto. Obtuvo la calificación de summa cum laude y el premio Vittorio Emanuele II para la mejor tesis en la Facultad de Derecho de la Universidad de Bolonia. Recibió la orden de Caballero de la Corona de Italia al ejercer de edecán durante la visita de Alfonso XIII a Italia, rol que desempeñó junto a su compañero y amigo de estudios Alfonso García Valdecasas.
Estudió también pensionado por la Junta para Ampliación de Estudios en la Universidad de París, la Universidad de Oxford y en la Universidad de Friburgo de Brisgovia (Alemania), donde fue alumno durante cuatro semestres en 1925-1926 y 1929 de los profesores Edmund Husserl, Heinrich Finke, Otto Lenel, y Martin Heidegger, estudiando filosofía e historia del derecho. Dominaba, además de su lengua materna, el alemán, inglés, francés e italiano.
El 31 de mayo de 1926 contrajo matrimonio en la iglesia de las Angustias de Granada con Dolores Aguado y Martín-Montijano (Salobreña, 30 de abril de 1906-Madrid, 28 de septiembre de 2002) con quien tuvo ocho hijos: José Antonio, misionero jesuita en Japón; Juan Antonio, ingeniero industrial, senador por Guadalajara; Mª del Carmen; Concepción; Francisco, marianista; Rafael, perito industrial; Manuel, abogado y diplomático; e Ignacio de Luna, arquitecto y restaurador de arte.
Profesor auxiliar de Derecho Público de la Universidad de Granada (1926), obtuvo la cátedra de Elementos de Derecho Natural de la Universidad de La Laguna (1928), desde donde pasó a Filosofía del Derecho en Salamanca (1930) para, un tiempo después, volver a Granada. En 1932 consigue la cátedra de Derecho internacional público de la Facultad de Derecho de la Universidad Central de Madrid.
Durante la Segunda República ocupó diversos cargos: secretario de la Comisión Jurídica Asesora de la República (1931-1934), miembro de la Junta de Relaciones Culturales del Ministerio de Estado (hoy Asuntos Exteriores), secretario de la Federación de Asociaciones Españolas de Estudios Internacionales (1932-1936) y fundador y director del Instituto de Estudios Internacionales y Económicos de la Fundación Nacional para Investigaciones Científicas.
Pasó con grandes penalidades toda la Guerra Civil (1936-1939) en Madrid. En 1937 fue cesado de su cátedra por el gobierno republicano. Formó parte de la Quinta columna. Fue la persona que puso en contacto al socialista moderado Julián Besteiro, amigo personal suyo y catedrático como él en la Universidad Central, con el coronel Segismundo Casado para realizar en marzo de 1939 el Golpe de Casado contra el gobierno presidido por Juan Negrín, que dio lugar a una miniguerra civil entre casadistas y comunistas, previa al fin de la Guerra Civil Española. En los meses siguientes a la toma de Madrid, testificó a favor de Julián Besteiro, que no quiso abandonar Madrid, en el juicio sumarísimo militar que se le instruyó y en el que se pedía la pena de muerte.
Al término de la guerra, protagonizó un luctuoso episodio en lo que era la Universidad Central de Madrid, en la calle San Bernardo. En el patio de ese centro educativo, presidió una aparatosa quema de libros con las siguientes palabras y ante unos  falangistas brazo en alto y cara al sol: «Para edificar a España una, grande y libre, condenamos al fuego los libros separatistas, los liberales, los marxistas, los de la leyenda negra, los anticatólicos, los del romanticismo enfermizo, los pesimistas, los pornográficos, los de un modernismo extravagante, los cursis, los cobardes, los seudocientíficos, los textos malos y los periódicos chabacanos».[cita requerida]
En 1939 fue rehabilitado en su cátedra. Además, se incorporó al Consejo Superior de Investigaciones Científicas (CSIC), donde funda y dirige (1940-1963) el Instituto “Francisco de Vitoria” de Derecho Internacional. Fue nombrado consejero del CSIC en 1943. En 1947 viajó a Argentina para organizar la Fundación Francisco de Vitoria y Francisco Suárez. En la década siguiente, participó en la creación de la revista Natural Law Forum en la Universidad Notre Dame.

### Actividad diplomática
Más tarde es nombrado asesor jurídico del Ministerio de Asuntos Exteriores (1957-1963), y delegado de España en la ONU, en Nueva York (1957-1961). En 1963 ocupa la embajada de Bogotá (Colombia) y, en 1965, es designado embajador en Viena (Austria).
Falleció el 8 de mayo de 1967, durante un viaje de Viena a Madrid con motivo de un acontecimiento familiar.

## Obras escritas, conferencias y discursos

### Obras escritas como autor y prologuista
- Nacionalismo e internacionalismo en la doctrina católica, Ed. Minerva de los Ríos, 1934.
- Prólogo de la obra: Reventos y Noguer, M., y de Oyarzabal Velarde, I.: Colección de Textos Internacionales, Tomo I (único publicado), Bosch Ed., Barcelona, 1936.
- Don Álvaro de Luna y la España preimperial de Don Juan II, 1405-1454: del caos a la unidad nacional, Aguilar, Madrid, 1942.

### Conferencias y discursos
- "Federalismo europeo", Conferencia pronunciada el 11 de marzo de 1948 en el Ciclo "Concepto de Europa" celebrado en el Ateneo de Madrid.
- “El Poder Exterior”, Conferencia pronunciada en el Instituto de Estudios Políticos en el mes de abril de 1962, editado por: Instituto de Estudios Políticos, Madrid, 1962.

## Distinciones
- Gran Cruz de la Orden de Isabel la Católica (1961)[2]